# VII millennio a.C.
Il VII millennio a.C. inizia il 1º gennaio dell'anno 7000 a.C. e termina il 31 dicembre dell'anno 6001 a.C. incluso.

## Eventi

### Europa
- circa 7000 a.C: Comparsa dell'agricoltura, a cominciare da Grecia e Italia

### Mesopotamia
- circa 7000 a.C.: Addomesticazione di bovidi, Lavorazione dell'argilla, Lavorazione di oro e rame

### India
- circa 7000 a.C. 
  - Agricoltura e insediamenti a Mehrgarh
  - Secondo la religione induista, nascita di Rāma, il settimo avatar di Visnù

### Cina
- circa 7000 a.C.
  - Lavorazione della giada e della seta
  - Insediamenti della cultura di Peiligang
- circa 6500 a.C. – Insediamenti della cultura di Houli in Cina
- circa 6200 a.C. – Insediamenti della cultura di Xinglongwa in Cina

### Sud-est asiatico
- circa 7000 a.C.: Agricoltura e insediamenti in Asia meridionale

### Africa
- circa 7000 a.C.: Pastorizia e coltivazione di cereali (Sahara orientale)